# Dichagyris himalayensis
Dichagyris himalayensis är en fjärilsart som beskrevs av Turati 1933. Dichagyris himalayensis ingår i släktet Dichagyris och familjen nattflyn. Inga underarter finns listade i Catalogue of Life.